# Bouda (divadlo)
Divadlo Bouda (11. května 1786 – 1789) bylo založeno pod jménem Královské-císařské vlastenecké divadlo českou divadelní společností (jedním z hlavních činitelů byl Jan Šimon Václav Thám) kvůli zájmu o české hry.
Divadlo stálo v Praze na Koňském trhu (nynější Václavské náměstí) a bylo dřevěné. Kvůli finančním potížím byla budova roku 1789 uzavřena a stržena.

## Historie
Bouda stála ve spodní části Václavského náměstí, kde dříve stávaly novoměstské kotce. Byť to byla lehká budova vystavěná jen z fošen, její jedinečnost spočívala v tom, že se zde hrálo česky. Nedostatek kvalitních českých autorů a překladatelů tím však zároveň vedl k poklesu kvality divadelních her. Hrály se zde především historické hry z českých dějin, dále oblíbené frašky a rytířské hry.
Pro finanční potíže provozovatelů (dluhy) byla budova roku 1789 stržena. Poté divadelní společnost hrála na mnoha místech v Praze, od roku 1792 bylo toto divadlo přesunuto do zrušeného kláštera U Hybernů.
Likvidace budovy divadla bývá často vykládána jako snaha potlačit češtinu, případně jako projev nepřátelství německy mluvící části obyvatelstva. Pravda je ovšem taková, že se toto divadlo nebylo schopné uživit z důvodu kolísavé kvality představení, nízkého vstupného a restrikcí českého gubernia.

## Popis divadla
Josef Jiří Stankovský v románu Vlastencové z Boudy (1877) popisuje budovu divadla takto:
| „                                            | Bouda tato, jak již z názvu vysvítá, dřevěná, uvnitř plátnem potažená a slámou vycpaná, stála uprostřed koňského trhu naproti hospodě „u císařských“, zadním průčelím proti kašně, na níž nalezala se socha knížete Václava později více do předu pošinutá. Bylo to stavení podlouhlé, nepříliš vysoké a dosti primitivně zbudované, podobající se spíše nějaké kůlně či boudě, jakou vídáme u nynějších majitelů zvěřinců a opičích divadel; nebylo ani natřeno. Pouze na průčelí jeho zavěšený císařský orel, kolem něhož skvěly se v obou zemských jazycích zlaté nápisy „c. k. vlastenecké divadlo“, označovaly, že nalezáme se před chrámem nádherné bohyně Thalie. | “ |
| — Josef Jiří Stankovský: Vlastencové z Boudy | |   |

## Osobnosti spojené sBoudou
- Václav Thám (dramatik, překladatel)
- Matěj Majober (herec, byl důležitou postavou divadelní společnosti po odchodu Václava Tháma)
- Prokop František Šedivý (spoluzakladatel, herec)
- Antonín Josef Zíma
- Maxmilián Štván (herec, dramatik)

## Divadelní hry
Uváděné divadelní hry v Boudě:
- Břetislav a Jitka aneb Únos z kláštera (Václav Thám)
- Vlasta a Šárka aneb Dívčí boj u Prahy (Václav Thám)
- Masné krámy (Prokop František Šedivý) – pražská fraška
- Pražští sládci (Prokop František Šedivý) – pražská fraška